# Roberto Barzanti
Roberto Barzanti (Monterotondo Marittimo, 24 gennaio 1939) è un politico italiano, sindaco di Siena dal 2 dicembre 1969 al 11 gennaio 1974.
È stato vicepresidente del Parlamento europeo dal 14 gennaio 1992 al 18 luglio 1994.

## Biografia

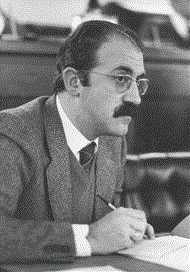
Roberto Barzanti nel 1975

Iscritto prima al Partito Socialista Italiano, dirigente della Federazione Giovanile Socialista Italiana, quindi al Partito Socialista Italiano di Unità Proletaria fin dalla sua fondazione nel 1964. Dal 1974 è esponente del Partito Comunista Italiano e successivamente del PDS, dei DS e infine del Partito Democratico.
È stato sindaco di Siena dal 1969 al 1974, quindi assessore nella giunta della Regione Toscana dal 1975 al 1979 con l'incarico degli affari generali. Successivamente è stato vicesindaco del comune di Siena fino al 1984.

### Europarlamentare
È stato eletto al Parlamento europeo alle elezioni europee del 1984, e poi riconfermato nel 1989 e nel 1994, per le liste del PCI e del PDS. È stato presidente della delegazione per le relazioni con il Giappone e della commissione per la gioventù, la cultura, l'istruzione, i mezzi di comunicazione e lo sport e vicepresidente del Parlamento.
Nel corso del suo mandato europeo ha dedicato in prevalenza il suo impegno alle politiche per la cultura, alle normative finalizzate alla creazione di uno spazio audiovisivo comune "direttiva Televisione senza Frontiere", alla promozione della produzione cinematografica Programma MEDIA e alla protezione del diritto d'autore e dei diritti connessi.

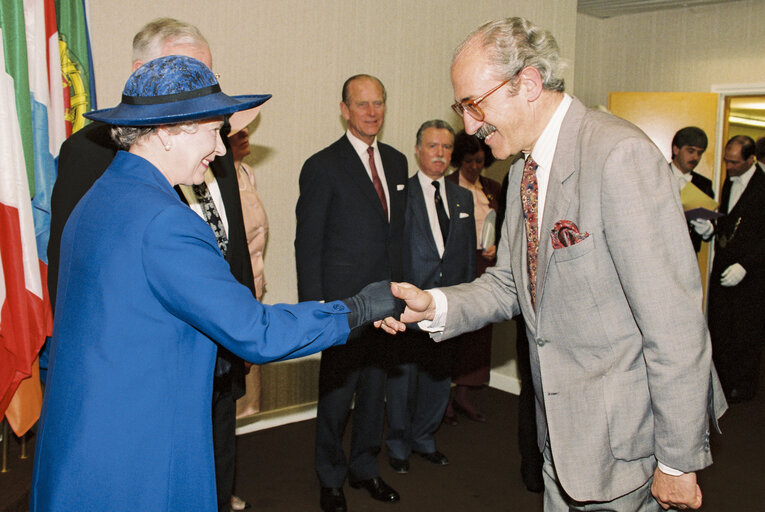
Roberto Barzanti con la regina Elisabetta II nel 1992

### Attività successive
Attualmente è presidente onorario della "Società Giornate degli Autori - Venice Days" che organizza una rassegna all'interno della Mostra d'arte cinematografica di Venezia; fa parte, in qualità di esperto, del comitato consultivo sul diritto d'autore nell'ambito del Ministero per i beni e le attività culturali. Tiene corsi su istituzioni e politiche audiovisive in Europa nella facoltà di lettere e filosofia dell'Università di Pisa e nella facoltà di lettere e filosofia dell'Università di Siena, laurea specialistica in radiofonia.
Ha pubblicato il volume I confini del visibile (Lupetti, Milano 1994) sulle politiche comunitarie in tema di cinema e audiovisivo. Suoi saggi, articoli e recensioni tra l'altro in Economia della cultura, il Riformista, L'indice dei libri del mese, Gli argomenti umani, Testimonianze, Gulliver, Il Ponte, rivista quest'ultima della cui direzione è membro.
Risiede a Siena, dove è presidente dell'Accademia degli Intronati e dal 2012 al 2018 è stato presidente della Biblioteca comunale degli Intronati.
Attualmente è editorialista del Corriere Fiorentino, supplemento toscano del Corriere della sera. Collabora a diversi giornali e riviste, tra le quali Alias, supplemento de il manifesto.